# Cyanolipton metallicum
Cyanolipton metallicum là một loài bọ cánh cứng trong họ Cerambycidae.